# 納皮利-霍諾科懷 (夏威夷州)
納皮利-霍諾科懷（英語：Napili-Honokowai）是位於美國夏威夷州茂宜縣的一個人口普查指定地區。

## 地理
納皮利-霍諾科懷的座標為20°58′01″N 156°40′14″W / 20.96694°N 156.67056°W，而該地最高點為海拔高度72米（即236英尺）。

## 人口
根據2010年美國人口普查的數據，納皮利-霍諾科懷的面積為11.10平方千米，當中陸地面積為6.80平方千米，而水域面積為4.30平方千米。當地共有人口7261人，而人口密度為每平方千米654.14人。